# Museo de Side
El Museo de Side (en turco Side Müzesi) es uno de los museos arqueológicos de Turquía. Está ubicado en un edificio histórico de la antigua ciudad de Side, situada cerca de Manavgat, en la provincia de Antalya. 

## Edificio
El museo se encuentra ubicado en la antigua ciudad de Side, que era el puerto más importante de la región de Panfilia. El edificio de las termas romanas fue restaurado para convertirlo en museo entre 1959 y 1961, que se inauguró en 1962. 

## Colecciones
La exposición alberga objetos arqueológicos que proceden principalmente de las excavaciones de la antigua ciudad de Side. Cronológicamente se abarcan sobre todo los periodos helenístico, romano y bizantino, aunque también se hallan algunas piezas del periodo neohitita y de la época selyúcida.
Entre los objetos que alberga se encuentran elementos arquitectónicos, esculturas, relieves, estelas funerarias, inscripciones, sarcófagos, diversos objetos de terracota, vidrio y bronce y monedas.
|                                                |
| Representación del castigo de Ixión (siglo II) |

|                             |
| Cabeza de Hermes (siglo II) |

|                                         |
| Estatuas de las tres Gracias (siglo II) |

|                                                                   |
| Erotes representados en un fragmento de un sarcófago (siglo III). |